# والشا، نیو ساوت ولز
والشا (به انگلیسی: Walcha) یک شهرک در استرالیا است که در Walcha Shire واقع شده‌است.